# سکیکده، الجزایر
سکیکده (به عربی: سکیکدة) شهری در استان سکیکده واقع در کشور الجزایر است که در سال ۱۹۹۸ میلادی ۱۵۲٫۳۳۵ نفر جمعیت داشته و جمعیت آن در سال ۲۰۰۵ میلادی به ۱۷۸٫۶۸۷ نفر رسیده‌است.